# Mühlgrabenbrücke (Kłodzko)

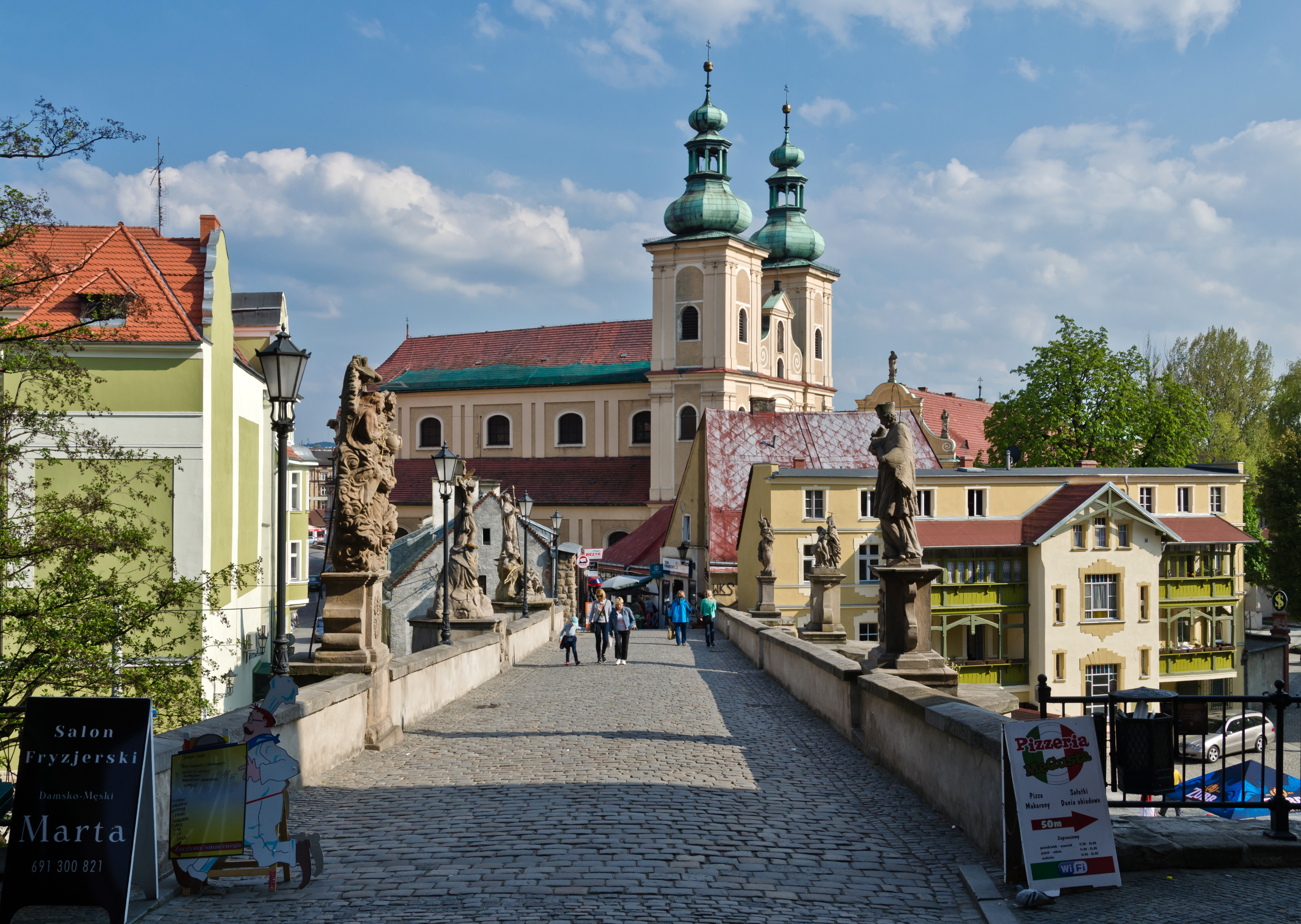
Das beliebteste Motiv der Brücke –
Blick nach Süden auf die Minoritenkirche (Kościół MBR)

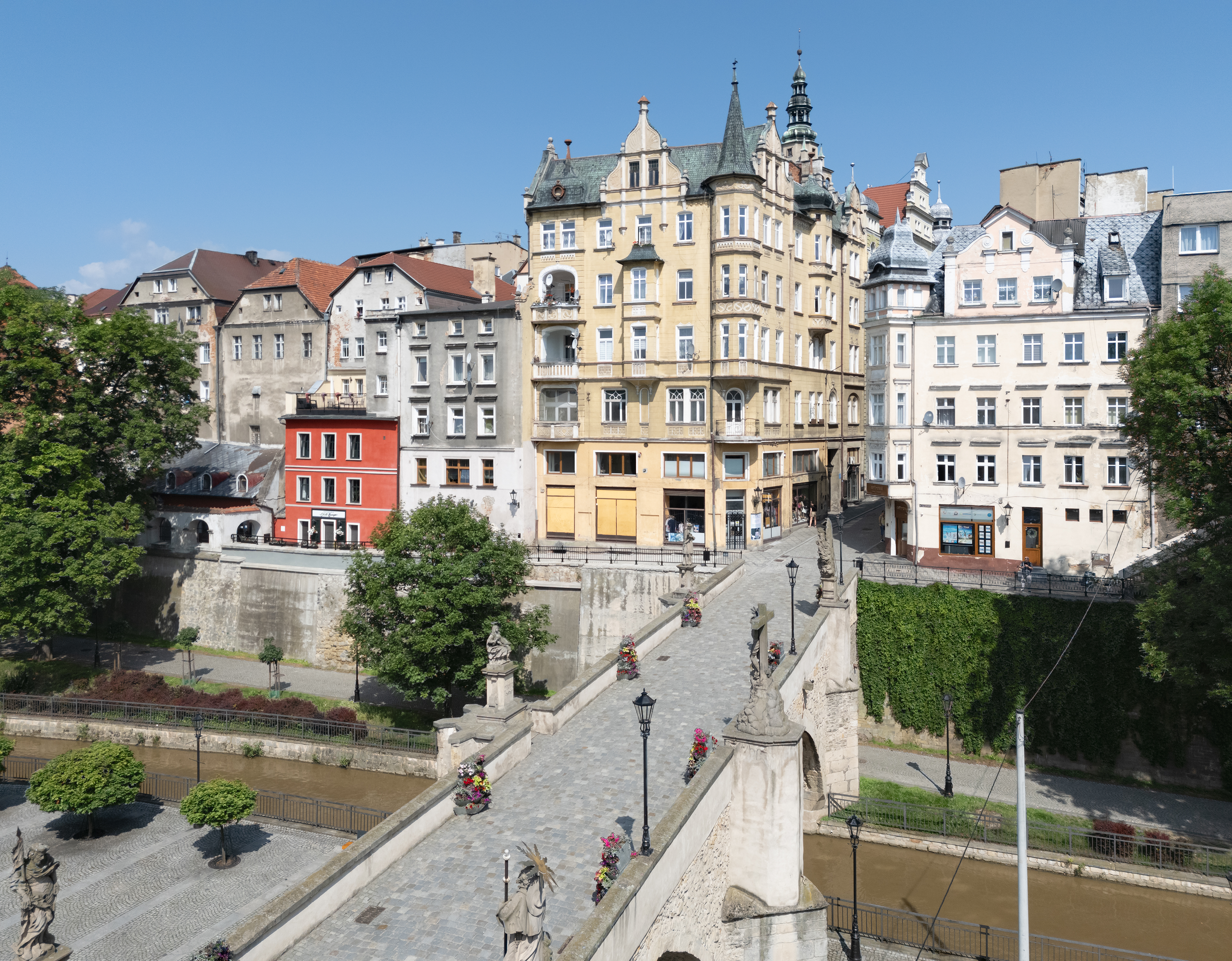
Blick nach Norden

Die Mühlgrabenbrücke auch Brücktorbrücke, Steinerne Brücke (polnisch Most gotycki na Młynówce, umgangssprachlich auch Most św. Jana; tschechisch Kamenný most, auch  Malý Karlův most) ist eine mittelalterliche Steinbogenbrücke im Zentrum der Stadt Kłodzko (Glatz) in der Woiwodschaft Niederschlesien in Polen. Sie entstand während der Regierungszeit des böhmischen Landesherrn König Wenzel.

## Lage und Beschreibung
Die vierbogige Brücke verband im Mittelalter die Stadt Glatz mit der außerhalb der Befestigung liegenden Sand-Vorstadt mit Rossmarkt und Franziskanerkloster. Heute befindet sie sich im Verlauf der ulica Wita Stwosza (Veit-Stoss-Straße). Einer der Bögen überspannt einen künstlichen, mit Mauern eingefassten Flussarm der Glatzer Neiße, die Młynówka. Diese war der frühere Mühlgraben, der dem Antrieb der beiden Glatzer Mühlen diente. Unter dem nördlichen Bogen führt ein Fußweg entlang der ehemaligen Wehrmauer der Stadt.
Die Brücke ist 52 Meter lang und rund vier Meter breit. Auf beiden Seiten verlaufen massive Brüstungen, die über den Pfeilern sechs Brückenfiguren tragen. Die Brücke ist nur für Fußgänger zugelassen. Sie verbindet die Sandinsel-Vorstadt mit der höher gelegenen Altstadt. Die Brücke weist eine Steigung von etwa acht Prozent auf, weshalb die auf ihr in die Altstadt führende Straße Brücktorberg hieß.

## Geschichte
Die Brücke, die ursprünglich zum System der Stadtbefestigung gehörte, entstand vermutlich ab dem Jahr 1379 anstelle einer früheren Holzbrücke. Sie wurde im Jahre 1390 fertiggestellt, und ist damit eine der ältesten Brücken dieser Art in Europa. Errichtet wurde sie aus dem Umkreis der Prager Bauhütte des Dombaumeisters Peter Parler. Neben weiteren Aufträgen errichtete die Parler-Bauhütte während dieser Jahre auch den Neubau der Stadtpfarrkirche Mariä Himmelfahrt, die aus einem Vermächtnis des Prager Erzbischofs Ernst von Pardubitz finanziert wurde. Für den Bau der Brücke wurden unregelmäßige Sandsteinblöcke verwendet, wobei dem Mörtel auch Eiweiß von Hühnereiern beigemischt worden sein soll.
An den beiden Enden der Brücke standen Brückentore, worauf die Bezeichnung „Brücktorbrücke“ zurückzuführen ist. Das obere war als Bastei in die Wehrmauern der Stadt eingebunden, das untere diente nur der Zugangskontrolle. Nachdem nach 1877 die Befestigungsanlagen geschleift wurden, wurden 1904 auch die beiden Brückentore abgetragen. Danach erhielt die Brücke Gaslaternen.
Die Brücke wurde im Laufe ihrer Geschichte nach Beschädigungen oder Zerstörungen durch Kriegseinwirkungen, Hochwasser und normalem Verschleiß mehrfach repariert, verstärkt oder wiederaufgebaut. Die letzte Instandsetzung erfolgte im Jahr 2009.
Am 25. November 1949 wurde die Brücke unter der Nr. A/4395/59 in das Verzeichnis der Baudenkmäler der Woiwodschaft Niederschlesien (als most na młynówce, Seite 72) eingetragen.

## Die Brückenfiguren
Im Zuge der Rekatholisierung nach dem Dreißigjährigen Krieg entstanden innerhalb von 80 Jahren die sechs barocken Skulpturen. Sie befinden sich über den Brückenpfeilern und sollen jenen auf der Prager Karlsbrücke nachempfunden worden sein. Es sind Figuren mit den Darstellungen der Dreieinigkeit, der Krönung Mariä, der böhmischen Landesheiligen Wenzel und Johann Nepomuk, der Kreuzigung Christi, des Pestheiligen Franz Xaver und der Pietà. Als besonders wertvoll gelten die Skulpturen der Pietà aus dem Jahr 1655 und die Kreuzigungsgruppe mit der Maria Magdalena aus dem Jahr 1734.
Auf der Ostseite der Brücke befinden sich die Figuren:
- Die Skulptur des Glatzer Stadtpatrons Hl. Franz Xaver wurde vermutlich von dem Glatzer Bildhauer Karl Sebastian Flacker geschaffen und 1714 von der Stadt und den Bürgern von Glatz aus Dankbarkeit für überstandene Pestseuchen errichtet. Unterhalb des Heiligen befinden sich drei Pestkranke und ein Indianer mit dem Stadtwappen von Glatz. Die lateinische Inschrift lautet: DeLeCto Iterata In LVe Magno serVatorI StatVaM In LapIDeponIt Vrbs gLaCensIs (Die von der Pest geplagte Stadt Glatz hat das Denkmal seinem Erlöser errichtet). Da der verwendete Sandstein porös geworden war, wurde die Skulptur 1920 durch eine originalgetreue Kopie ersetzt.[9]
- Die Kreuzigungsgruppe stellt den gekreuzigten Christus und Maria Magdalena dar. Sie wurde 1734 vom Grafen Johann Hieronymus von Herberstein (1772–1847), dem Besitzer der Herrschaft Grafenort und dessen Gemahlin Henriette Gräfin von Salm-Kyrburg gestiftet. Unterhalb befindet sich das Wappen des Stifters und die Jahreszahl „MDCCXXXIV“ sowie die Inschrift: „Anno 1281 ist die Brücke gebautet, anno 1701 den 22 August ist selbe erneuert worden“.
- Die Gruppe der zwei Skulpturen mit der hl. Dreifaltigkeit und der Krönung Mariä wurde 1714 errichtet. Sie ist eine Stiftung des Barons Franz Ferdinand von Fitsch, dem Besitzer der Herrschaften Möhlten und Reichenau. Auf dem Sockel befindet sich sein Wappen.

Auf der Westseite der Brücke befinden sich die Figuren:
- Die Skulptur des hl. Wenzel stellt den böhmischen Herzog und Landesheiligen im Harnisch und mit einer Fahne in der rechten Hand dar. Der Schild in der anderen Hand zeigt den einköpfigen böhmischen Adler.
- Die Pietà mit der hl. Maria als Mater Dolorosa mit dem Leichnam des vom Kreuz abgenommenen Jesus Christus wurde vom Glatzer Landeshauptmann Johann Georg von Götzen und seiner Gemahlin Maria Elisabeth Gräfin von Hoditz gestiftet. Unterhalb befinden sich die Wappen beider Eheleute und die Inschrift: „J. G. Graf von Götzen, Landeshauptmann zu Glatz. M. E. Graefin von Götzen geb. Gr. von Hoditz 1655“. Der Rest der Inschrift ist verwischt und unlesbar.
- Die Skulptur des böhmischen Landes- und Brückenheiligen Johannes Nepomuk wurde Anfang des 18. Jahrhunderts vom Grafen Johann Ernst von Götzen (1667–1707) und dessen Gemahlin Maria Franziska Gräfin von Liechtenstein-Kastelkorn auf Teltsch († 1702) errichtet.

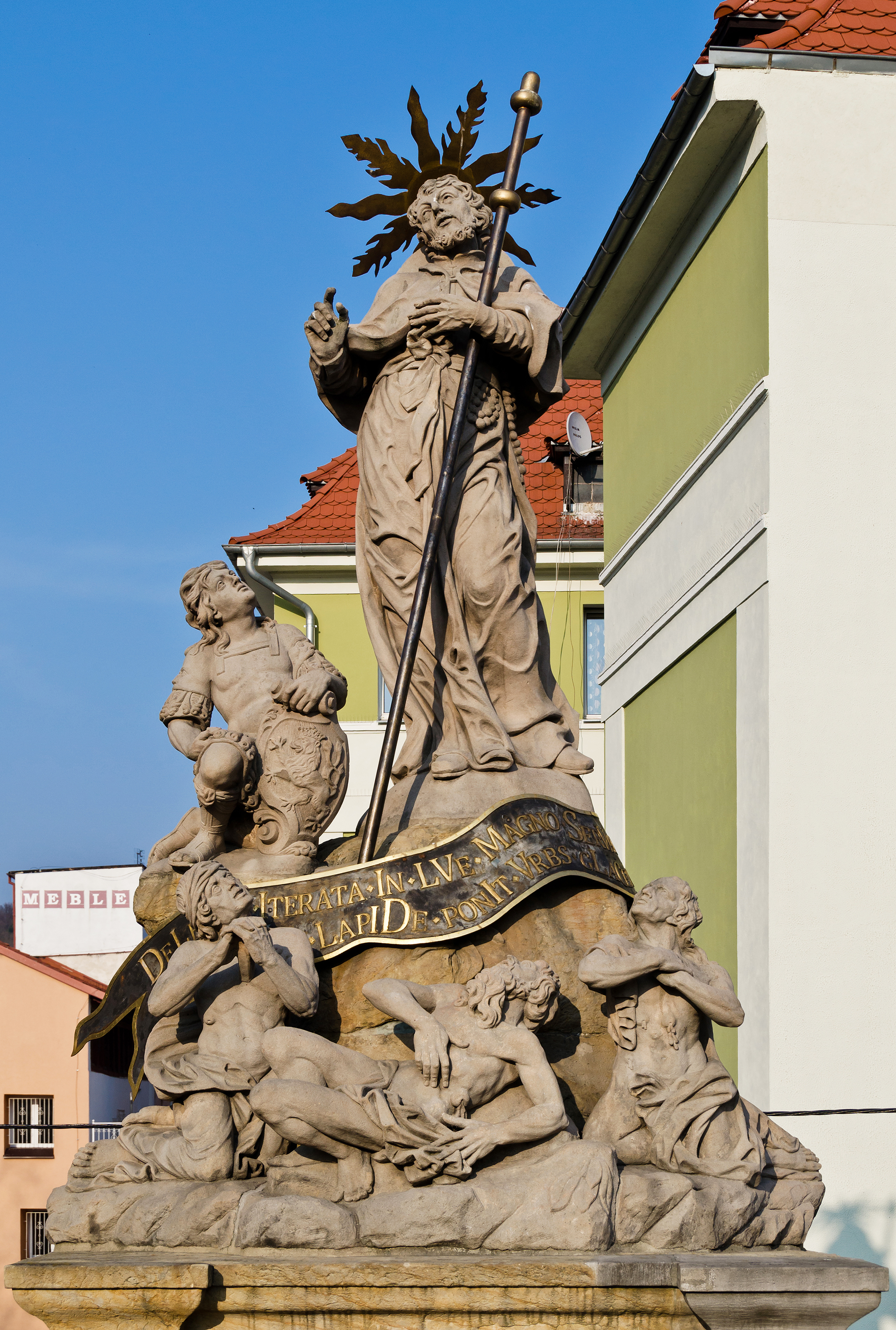
Hl. Franz Xaver
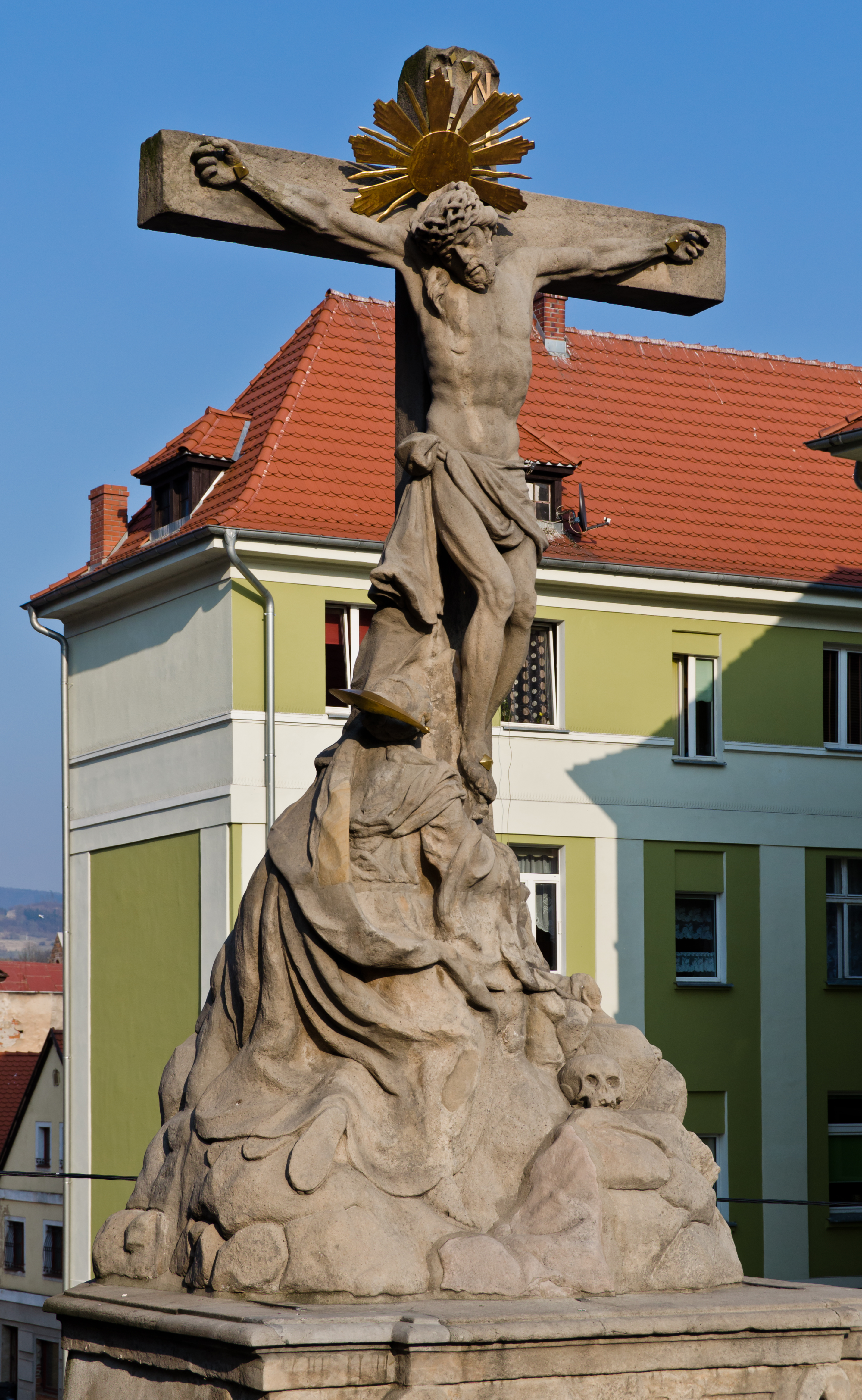
Kreuzigungs- gruppe
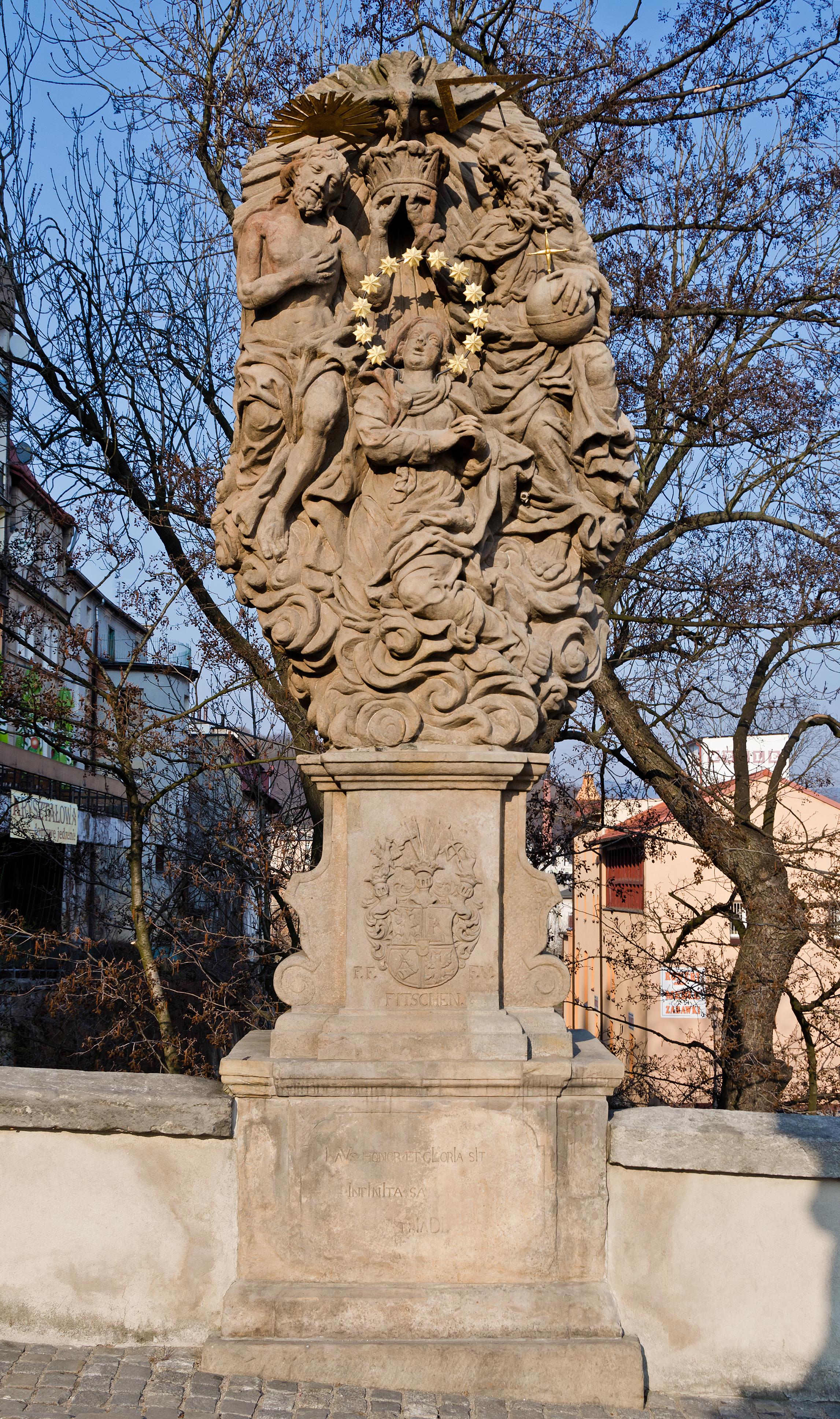
Krönung Mariens
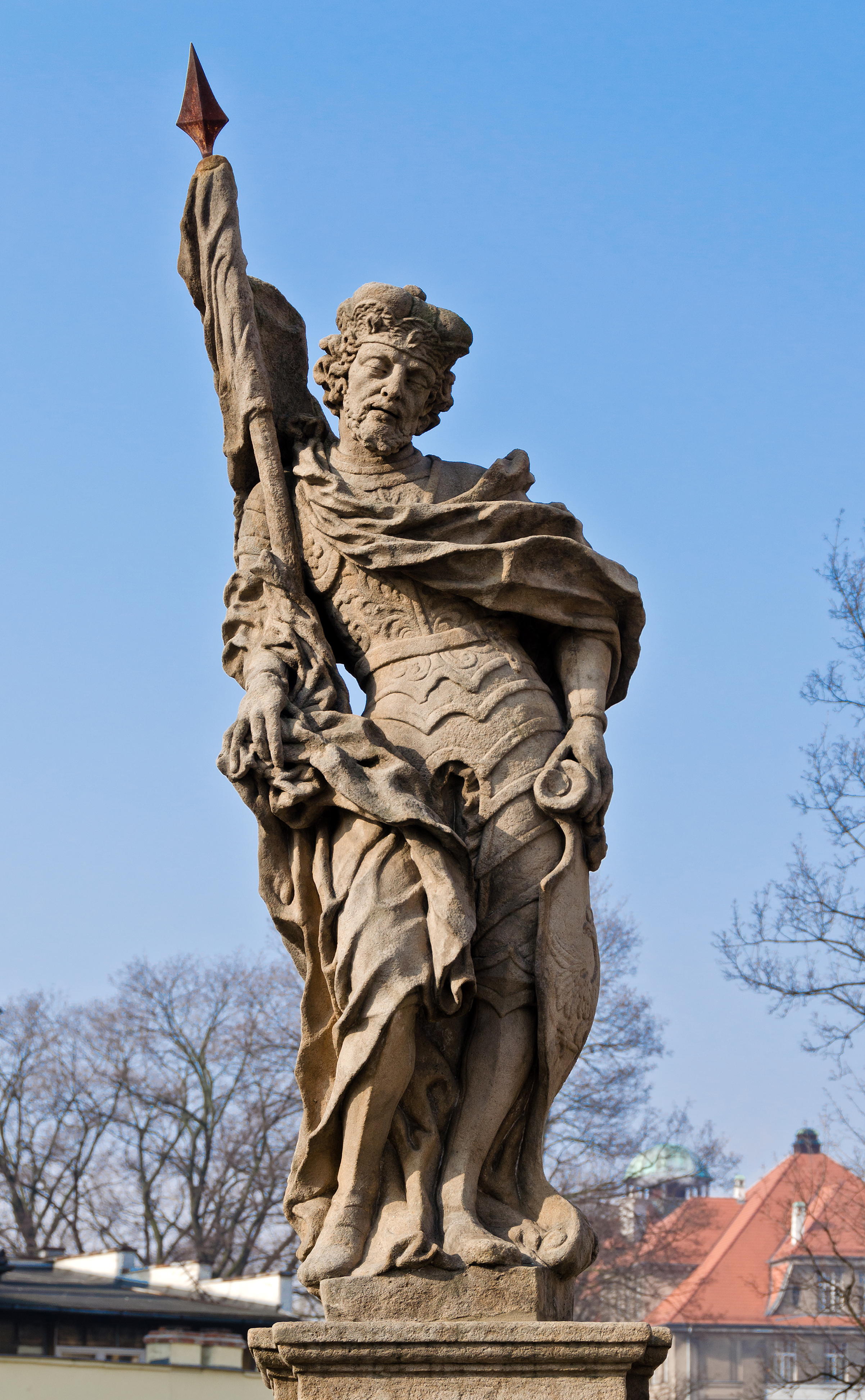
Hl. Wenzel
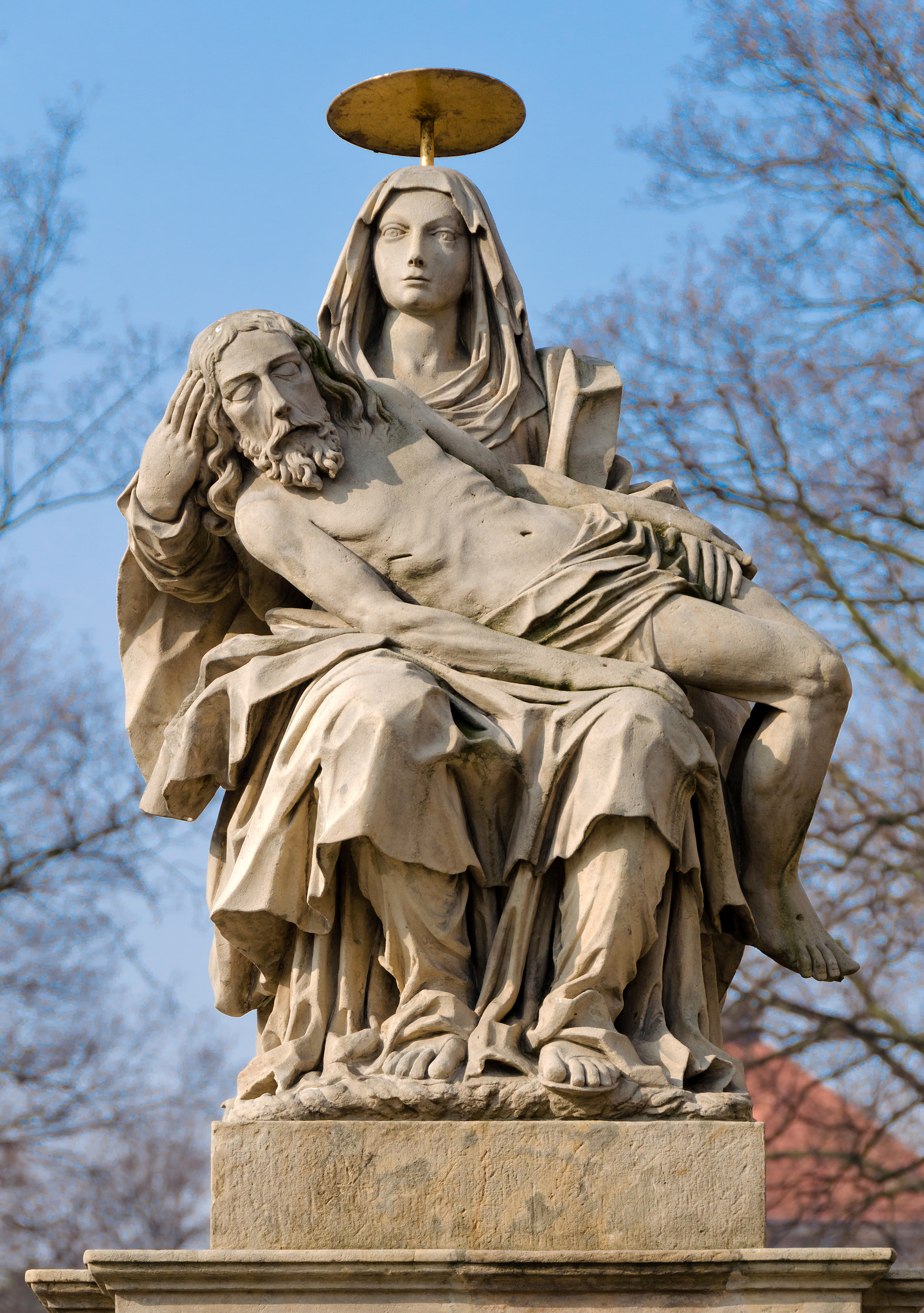
Pietà
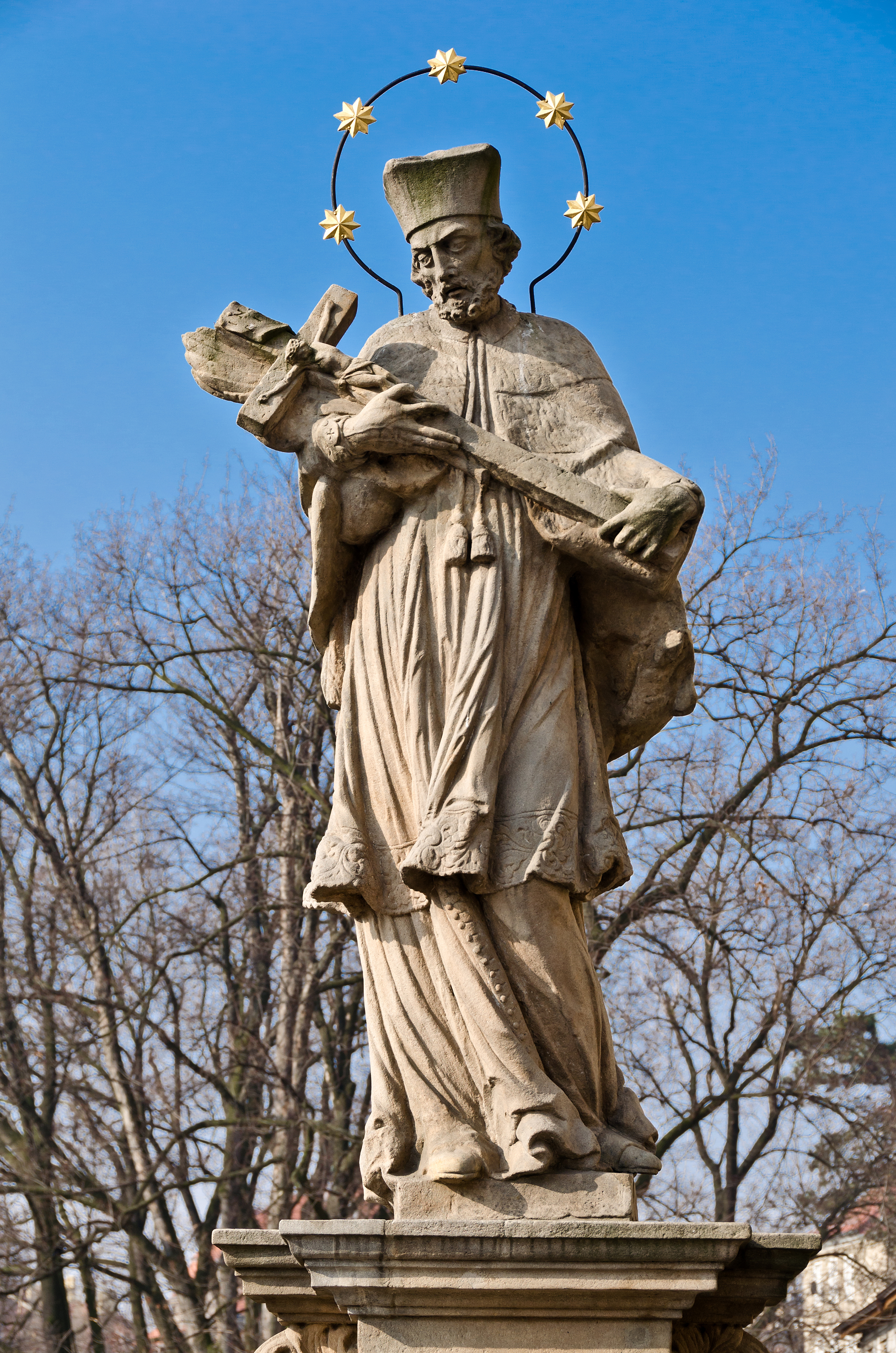
Hl. Johannes Nepomuk